# Straussiella
Straussiella é um género botânico pertencente à família Brassicaceae.